# مورا، هلند
مورا (به هلندی: Morra) یک منطقهٔ مسکونی در هلند است که در دونگرادیل واقع شده‌است. مورا ۲۲۷ نفر جمعیت دارد.